# 網走川
網走川（あばしりがわ）は、北海道オホーツク総合振興局管内を流れ、オホーツク海に注ぐ一級河川。網走川水系の本流である。

## 概要
北海道網走郡津別町南部の阿幌岳南斜面に源を発し、北に流れる。大空町女満別住吉で網走湖に至り、網走市北1条と南3条の境界からオホーツク海に注ぐ。流域人口は約8万人。

## 名称の由来
先住のアイヌからは、「リンナイ」（波の沢）という名で呼ばれていた。近現代では、網走地方を主に流れる川として「網走川」と呼ばれている。
網走の語源については網走市を参照されたい。

## 流域

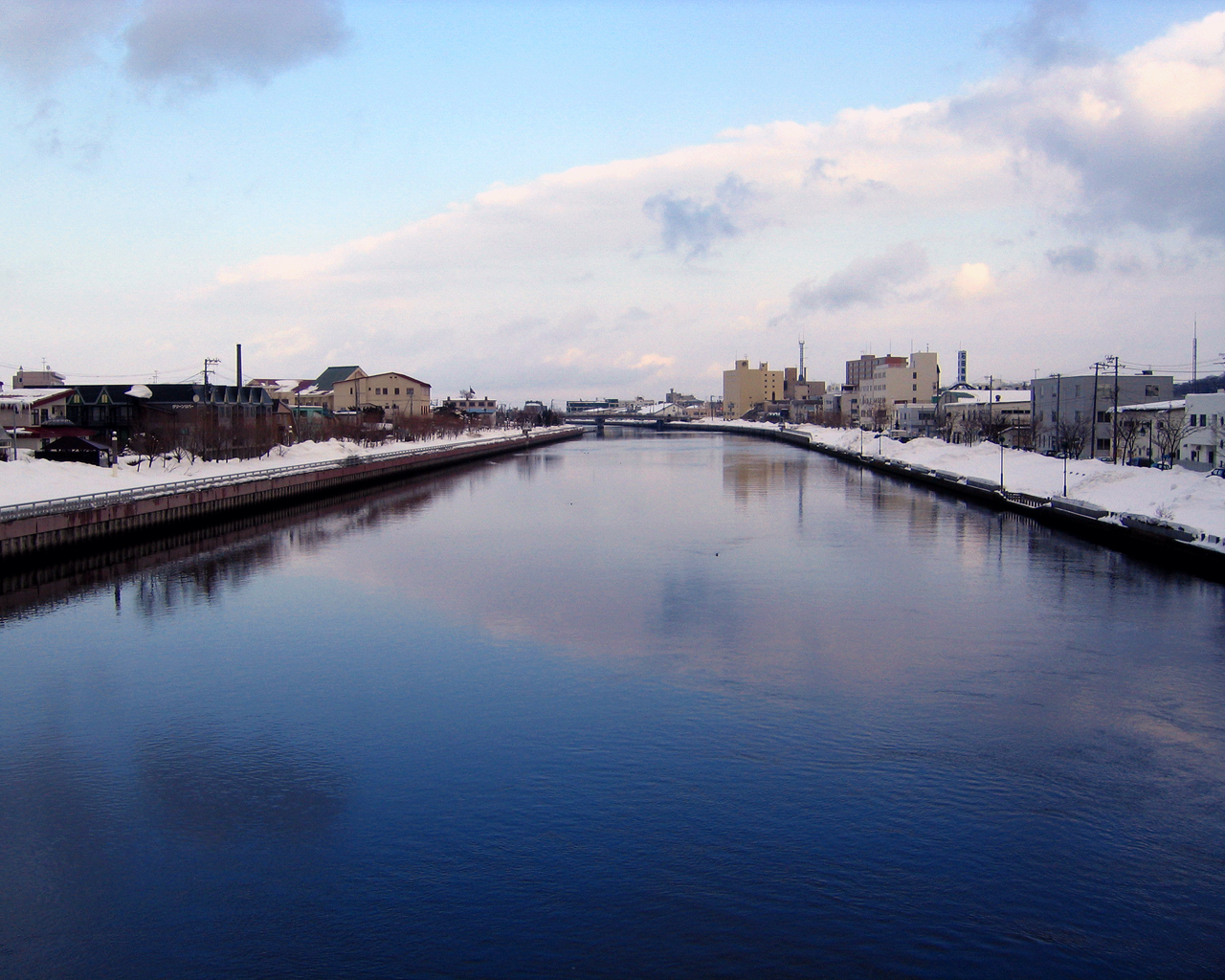
網走市内

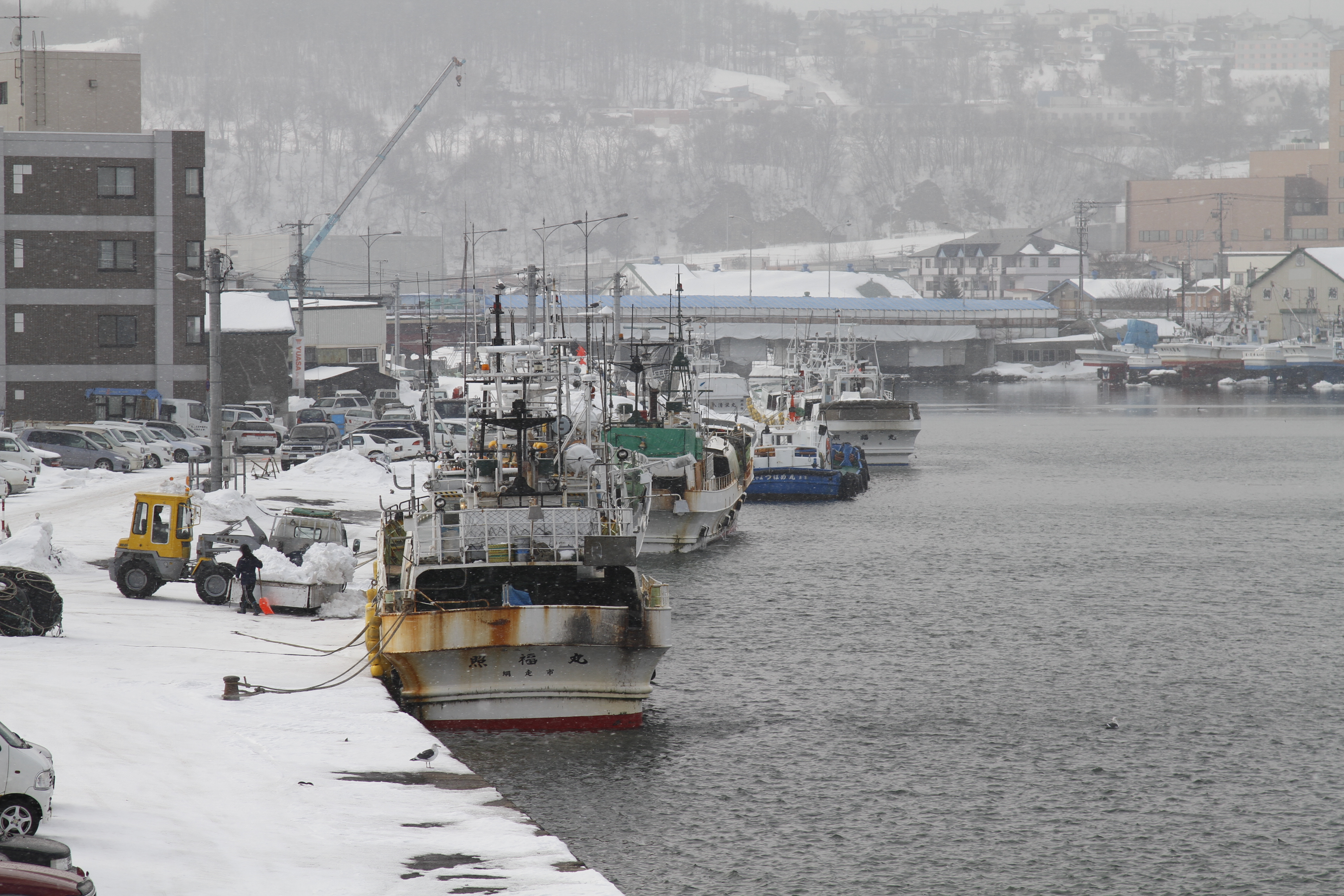
同・河口付近

網走郡津別町、美幌町、大空町、網走市の1市3町を流域とする。
各自治体と農漁業団体などでつくる「網走川流域の会」が環境保全などを目的に活動している。きっかけは、2001年9月の台風で濁流が網走湖や河口付近を襲い、漁業（シジミ、ホタテなど）に大きな被害が出たこと。網走市と網走、西網走の2漁協が協議会を設立して上流を調査したところ、各地で農地や山林が崩落していることが原因と判明。国土交通省北海道開発局の協力も得て、崩落対策のほか河川清掃、子供向け啓発を行っている。環境改善により、鮭の遡上が増えるなどの効果が出ている。

## 支流
下流より記載
- 女満別川（網走湖に流入）
  - マストリ川
  - パナクシュベツ川
  - 田中川
- サラカオーマキキン川（網走湖に流入）
- トマップ川（網走湖に流入）
  - 黒瀬川
- 木禽川
- 美幌川
  - 魚無川
  - 駒生川
  - 福富川
  - 石切川
    - 霧の沢川
- 小谷沢川
- 栄森川
- 小沼沢川
- シンケピホロ川
- タッコブ川
- 津別川
- オンネキキン川
  - メナシュキキン川
- チミケップ川（チミケップ湖）
- ケミチャップ川

## 主な橋梁
下流より記載
- 網走橋 - 国道39号
- 中央橋
- 新橋 - 国道39号
- 鏡橋
- 大曲橋 - 国道238号
- 治水橋 - 北海道道714号住吉女満別停車場線
- 美幌大橋 - 国道39号美幌バイパス
- 美禽橋 - 国道39号
- 大正橋 - 北海道道217号北見美幌線
- 上美幌橋
- 活汲橋
- 達媚橋 - 北海道道27号北見津別線
- 協栄橋 - 北海道道494号訓子府津別線
- 翻木禽橋 - 北海道道51号津別陸別線